# 飯塚洋介
飯塚 洋介（いいづか ようすけ、1979年5月2日 - ）は、NHKのチーフアナウンサー。

## 人物
かつては子役として民放のテレビ番組に出演した経験を持つ。早稲田大学卒業後の2002年に入局。最初に勤務した仙台では報道主体であったが、2局目の盛岡ではスポーツ実況でも活躍し、3局目の徳島では報道とスポーツを並行して担当し、Jリーグ・徳島ヴォルティス戦の実況なども行っている。
2011年2月、ローテーションの関係で遅めに正月代替の休暇を取りニュージーランドを旅行中の22日、滞在先のクライストチャーチで直下型地震に遭遇。現地にNHKの取材拠点がなく、最も近いNHKの支局がオーストラリアのシドニーで記者らの移動にも時間がかかることから、急遽到着までの繋ぎ取材活動に滞在目的を切り替え、国際放送NHKワールドに英語でリポートを入れたほか、日本国内向けにも各ニュース番組に電話リポートを入れている。

## 現在の出演番組
- 大分県のニュース、中継、リポート
- ニュース845おおいた（ローテーション制）
- スポーツ中継（実況、リポート）（プロ野球、Jリーグ他サッカー、B.LEAGUE他バスケットボール、オリンピック等）

## 過去の出演番組
仙台放送局時代（2002年度 - 2004年7月）
- 仙台七夕祭り中継
- 宮城県 · 東北地方のニュース・中継・リポート

盛岡放送局時代（2004年8月 - 2008年7月）
- おばんですいわて（2006・2007年度）
- 岩手県のニュース、中継、リポート

徳島放送局時代（2008年8月 - 2011年6月）
- ニュースとくしま610（2008年9月 - 番組終了）
- 徳島県のニュース、中継、リポート

横浜放送局時代（2011年7月 - 2015年8月）
- NHKニュースおはよう日本スポーツコーナー（2011年8月29日 - 9月2日）望月啓太の代理キャスター

札幌放送局時代（2015年8月 - 2019年7月）
- 北海道のニュース、中継、リポート
- スポーツ中継（プロ野球・高校野球・カーリング・オリンピックパラリンピックなど担当）

東京アナウンス室時代（2019年8月 - 2022年度）
- MGCマラソングランドチャンピオンシップ〜東京五輪代表選考レース 女子〜（リポートバイク、2019年9月15日（TBSテレビ（男子）と共同中継））
- 北京オリンピック（ショートトラック、アイスホッケー）、北京パラリンピック（アルペン競技中心）
- ふかぼりプロ野球 MC（廣瀬智美と共に）（R1 ラジオ第一）（2022年10月10日）
- 宮城県 · 東北地方のニュース（勤務経験のある仙台放送局の応援要員）（2023年1月14日）

佐賀放送局時代（2023年度 - 2024年度）
- ニュースただいま佐賀（キャスター：2023年4月3日 - 2025年3月21日）[注釈 1]
  - キャスター担当週でない場合は不定期月曜日に「GoGo! バルーナーズ」を担当している。
- 大雨関連特設ニュース（2023年7月3日・九州沖縄地方） - 佐賀放送局より佐賀県内の災害状況を伝えた（全国放送）
- 台風6号関連特設ニュース（2023年8月8日・9日、九州地方） - 佐賀放送局より佐賀県内の災害状況を伝えた[注釈 2]

大分放送局時代（2025年度 - ）
・ぶんドキ（宮崎大地の代理キャスター:2025年4月30日-5月2日、8月12日-15日）

### テレビドラマ
- 長七郎江戸日記 第2シリーズ 第32話 おれんの逆襲（1988年11月22日、日本テレビ・ユニオン映画） (春吉役)
- 仮面ライダーシリーズ
  - 仮面ライダーBLACK（1988年、毎日放送）（茂役）
  - 仮面ライダーBLACK RX（1989年、毎日放送）（正樹役）
- はぐれ刑事純情派（1989年、テレビ朝日）（今村洋行役）
- 高速戦隊ターボレンジャー（1989年、テレビ朝日）（坂田大介役）